# Luftqualität

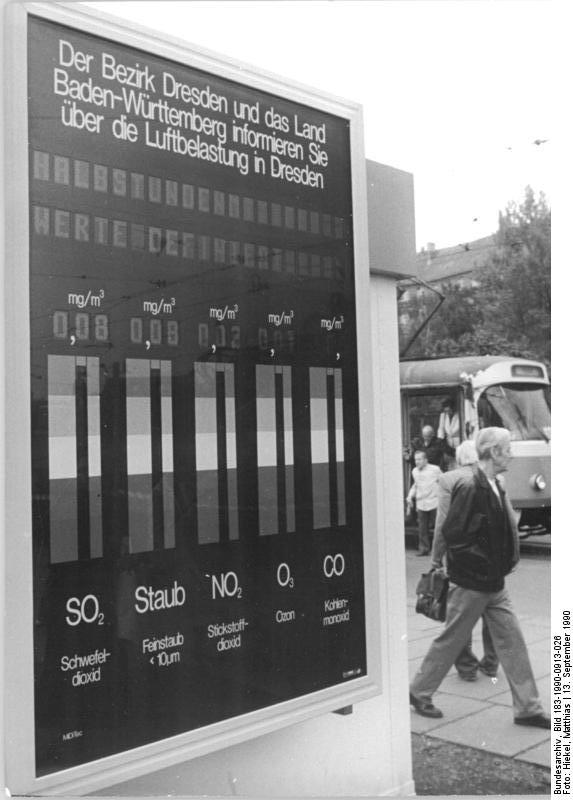
Luftmessstation und Informationsstand am Postplatz in Dresden, 1990

Die Luftqualität (Luftgüte) beschreibt die Beschaffenheit der Luft bezogen auf den Anteil der darin enthaltenen Luftverunreinigungen.
Laut der stellvertretenden WHO-Generaldirektorin Flavia Bustreo sei Luftverschmutzung „einer der hauptsächlichen Gründe für Krankheiten und Tod“.
Die Luftqualität wird durch zahlreiche in Gesetzen oder Verordnungen festgelegte Grenz- oder Richtwerte bestimmt. Die Überwachung der Luftqualität erfolgt mit Immissionsmessnetzen, deren Messstationen unter anderem an viel befahrenen Straßen (hot spots) oder auch in Wäldern (Hintergrundwerte) liegen können.
Zur Luftqualität in Räumen von Gebäuden siehe Innenraumluft.

## Messnetze
Zur Überwachung der Luftqualität werden von den zuständigen Behörden Messnetze betrieben, die aus einer unterschiedlich großen Zahl an Einzelmessstationen bestehen. Die Einzelmessstationen arbeiten i. d. R. unabhängig voneinander und können auch innerhalb eines Messnetzes über eine unterschiedliche Ausstattung verfügen. Moderne Einzelmessstationen übertragen die Messergebnisse vollautomatisch an Zentralrechner.

### Messnetze in Deutschland, Österreich und der Schweiz
Die folgende Zusammenstellung zeigt ausgewählte Messnetze in Deutschland, Österreich und der Schweiz:

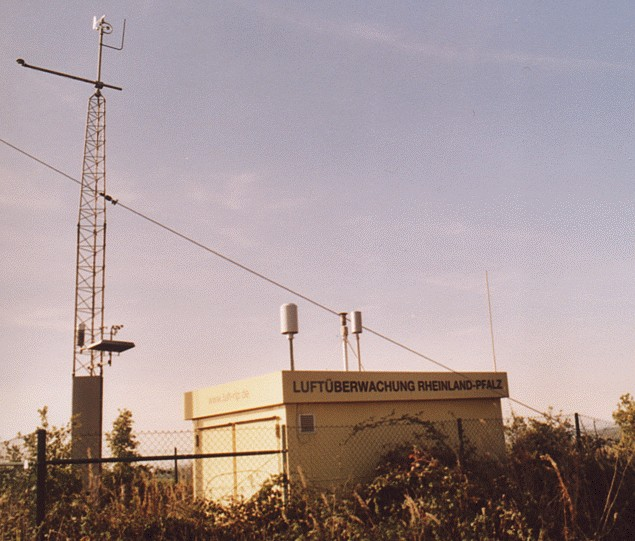
Messstation Dunzweiler des ZIMEN-Netzes (Rheinland-Pfalz)

| Stadt / Land                      | Name                                                                      | Zahl der Messstationen Oktober 2012 (zum Vergleich Juli 2006) | Bemerkungen | Link              |
| --------------------------------- | ------------------------------------------------------------------------- | ------------------------------------------------------------- | --- | ----------------- |
| Berlin (Deutschland)              | Berliner Luftgütemessnetz (BLUME)                                         | 16 (21)                                                       | In Betrieb seit 1975; Verkehrs- und Hintergrundstationen                                                            | BLUME             |
| Bremen (Deutschland)              | Bremer Luft UEberwachungs System (BLUES)                                  | 10                                                            | Beginn 1987 mit einer Station; Verkehrs- und Hintergrundstationen                                                   | BLUES             |
| Hessen (Deutschland)              | Luftmessnetz Hessen                                                       | 72 (seit 2022)                                                | | Messendatenportal |
| Niedersachsen (Deutschland)       | Lufthygienisches Überwachungssystem Niedersachsen                         | 25                                                            | | LÜN               |
| Nordrhein-Westfalen (Deutschland) | Luftqualitätsüberwachungssystem des Landes Nordrhein-Westfalen (LUQS NRW) | 62 (74)                                                       | Verkehrs- und Hintergrundstationen; durch zeitlich befristete Messstationen (MILIS) ergänzt                         | LUQS              |
| Rheinland-Pfalz (Deutschland)     | ZentralesImmissionsMEmessNetz des Landes Rheinland-Pfalz (ZIMEN)          | 33                                                            | U.a. Verkehrs- und Hintergrundstationen                                                                             | ZIMEN             |
| Bundesland Salzburg (Österreich)  | SAlzburger Luftgüte Informations- System (SALIS)                          | 12                                                            | erstes EDV-gestütztes Messnetz (Salis I) 1984 installiert; derzeitiges Messnetz (Salis IV) 1995 in Betrieb genommen | Salis             |
| Schweiz                           | Nationales Beobachtungsnetz für Luftfremdstoffe (NABEL)                   | 16                                                            | Beginn 1978 mit acht Stationen                                                                                      | NABEL             |
| Schweiz                           | Carbosense 4D                                                             | 300 (seit 2017)                                               | CO2-Messsystem | Carbosense 4D     |

## Bewertung der Luftqualität
Die Kriterien für die Beurteilung der Luftqualität in Europa werden seit einigen Jahren nicht mehr nur national, sondern europaweit festgelegt. Dies geschieht in sog. Richtlinien oder Verordnungen. Die in diesen Richtlinien bzw. Verordnungen genannten Grenz- oder Richtwerte müssen dann innerhalb ebenfalls dort festgelegter Zeiträume eingehalten werden.  So legt zum Beispiel die Feinstaub-Richtlinie der EU fest, dass ab dem 1. Januar 2005 der Tagesmittelwert von Feinstaub (PM10) bei 50 µg/m3 liegt und an maximal 35 Tagen im Jahr überschritten werden darf. Werden Grenzwerte nicht eingehalten, können Sanktionen verhängt werden.
Die aktuell gültigen Regelungen der EU sind in der sog. Luftqualitätsrichtlinie (Richtlinie 2008/50/EG) zusammengefasst, die am 11. Juni 2008 in Kraft getreten ist. Die Vorgaben dieser EU-Richtlinie wurden in Deutschland im Rahmen des Bundes-Immissionsschutzgesetz (BImSchG) in nationales Recht umgesetzt und in der 39. Verordnung zur Durchführung des Bundes-Immissionsschutzgesetzes, der Verordnung über Luftqualitätsstandards und Emissionshöchstmengen (39. BImSchV), konkretisiert. Werden Luftqualitätsgrenzwerte nicht eingehalten, werden in der Regel von den betroffenen Städten und Kommunen Maßnahmen zur Verbesserung der Luftqualität ergriffen, die im sog. Luftreinhalteplan dargestellt und hinsichtlich ihrer Wirkung bewertet werden.
| Während ein Grenzwert strikt eingehalten werden muss, d. h. nicht überschritten werden darf, gibt ein Zielwert einen meist zu einem bestimmten Zeitpunkt zu erreichenden Höchstwert an. Zielwerte sind häufig nicht strikt verbindlich. |

Einen einheitlichen Luftqualitätsindex zur Bewertung der Luftqualität gibt es nicht. Beispiele für allgemein verständliche Kriterien zur Beurteilung der Luftqualität sind der Wiener Luftgüteindex und der Luftqualitätsindex des Umweltbundesamts.

### Deutschland
Für Deutschland gibt das Umweltbundesamt den Luftqualitätsindex (LQI) in fünf Stufen an, basierend auf den gemessenen Werten der jeweiligen Messstation für die folgenden Schadstoffe: Feinstaub (PM2,5 und PM10), Ozon (O3), Stickstoffdioxid (NO2).
Die schlechteste Teilbewertung für einen der vier Luftschadstoffe entspricht dem LQI. Betrachtet werden für PM2,5 und PM10 jeweils die Mittelwerte der letzten 24 Stunden (stündlich gleitendes Tagesmittel), für O3 und NO2 jeweils die Messwerte der letzten Stunde. Die Grenzwerte für die einzelnen Stufen sind in der nachfolgenden Tabelle angegeben:
| Bewertung     | Kennfarbe | Bedeutung | Feinstaub < 2,5 µm (PM2,5) | Feinstaub < 10 µm (PM10) | Ozon (O3) | Stickstoffdioxid (NO2) |
| ------------- | --------- | --- | -------------------------- | ------------------------ | --------- | ---------------------- |
| sehr gut      |           | Beste Voraussetzungen, um sich ausgiebig im Freien aufzuhalten. | 0-10                       | 0-20                     | 0-60      | 0-20                   |
| gut           |           | Genießen Sie Ihre Aktivitäten am Freien, gesundheitlich nachteilige Wirkungen sind nicht zu erwarten. | 11-20                      | 21-35                    | 61-120    | 21-40                  |
| mäßig         |           | Kurzfristige nachteilige Auswirkungen auf die Gesundheit sind unwahrscheinlich. Allerdings können Effekte durch Luftschadstoffkombinationen und bei Langfristiger Einwirkung des Einzelstoffes nicht ausgeschlossen werden. Zusätzliche Reize, z. B. ausgelöst durch Pollenflug, können die Wirkung der Luftschadstoffe verstärken, so dass Effekte bei empfindlichen Personengruppen (z. B. Asthmatikern) wahrscheinlicher werden. | 21-25                      | 36-50                    | 121-180   | 41-100                 |
| schlecht      |           | Bei empfindlichen Menschen können nachteilige gesundheitliche Wirkungen auftreten. Diese sollten körperlich anstrengende Tätigkeiten im Freien vermeiden. In Kombination mit weiteren Luftschadstoffen können auch weniger empfindlichen Menschen auf die Luftbelastung reagieren. | 26-50                      | 51-100                   | 181-240   | 101-200                |
| sehr schlecht |           | Negative gesundheitliche Auswirkungen können auftreten. Wer empfindlich ist oder vorgeschädigte Atemwege hat, sollten körperlich Anstrengungen im Freien vermeiden. | ab 51                      | ab 101                   | ab 241    | ab 201                 |

### Wiener Luftgüteindex
Der Wiener Luftgüteindex enthält ein Bewertungsschema, das durch die Verwendung von Smileys in entsprechenden Farben und einer Erläuterung der Bedeutung die jeweils getroffene Bewertung der Luftqualität an Messstationen in Wien (Österreich) sehr einfach ermöglicht.
Die Zuordnung von Luftmesswerten zum Schadstoffindex wird anhand eines einfachen Bewertungsschemas vorgenommen:
| Bewertung      | Symbol und Kennfarbe | Index | Ozon, O3, 1h-Mittel, µg/m3 | Feinstaub, PM10, 24h-Mittel, µg/m3 | Stickstoffdioxid, NO2, ½h-Mittel, µg/m3 | Schwefeldioxid, SO2, ½h-Mittel, µg/m3 | Kohlenmonoxid, CO, 8h-Mittel, mg/m3 |
| -------------- | -------------------- | ----- | -------------------------- | ---------------------------------- | --------------------------------------- | ------------------------------------- | ----------------------------------- |
| sehr gut       |                      | 1     | 0-60                       | 0-20                               | 0-45                                    | 0-50                                  | 0-2.5                               |
| gut            |                      | 2     | 61-90                      | 21-35                              | 46-100                                  | 51-85                                 | 2.6-3.5                             |
| befriedigend   |                      | 3     | 91-130                     | 36-50                              | 101-140                                 | 86-120                                | 3.6-5.0                             |
| unbefriedigend |                      | 4     | 131-180                    | 51-100                             | 141-200                                 | 121-200                               | 5.1-10.5                            |
| schlecht       |                      | 5     | 181-240                    | 101-150                            | 201-400                                 | 201-500                               | 10.6-20.5                           |
| sehr schlecht  |                      | 6     | ab 241                     | ab 151                             | ab 401                                  | ab 501                                | ab 20.6                             |

### Luftqualitätsindizes Baden-Württemberg
Ein erweiterter aktueller Ansatz stammt aus Baden-Württemberg. Dieses Bundesland verwendet einen tagesbezogenen und einen jahresbezogenen Luftqualitätsindex, um die Bevölkerung auf allgemein verständliche Weise im Schulnotensystem über die kurz- und längerfristige Entwicklung der Luftqualität zu informieren. Die Auswahl der Luftschadstoffe und das zugehörige Bewertungssystem berücksichtigen die gesetzlichen Grenzwerte, die Wirkungen auf den Menschen und Relevanz für die Umwelt. Ein entsprechender Datendienst ist seit Februar 2007 online. Die Jahreswerte können für die zurückliegenden 10 Jahre abgerufen werden. Für die Ballungsräume liegen Darstellungen für die Zeit seit 1985 vor.
| Index | Bewertung     | NO2 1-h-Mittelwert (µg/m3) | SO2 1-h-Mittelwert (µg/m3) | CO 8-h-Mittelwert (mg/m3) | O3 1-h-Mittelwert (µg/m3) | PM10 24-h-Mittelwert (µg/m3) |
| ----- | ------------- | -------------------------- | -------------------------- | ------------------------- | ------------------------- | ---------------------------- |
| 1     | sehr gut      | 0 ≤ Wert ≤ 25              | 0 ≤ Wert ≤ 25              | 0 ≤ Wert ≤ 1              | 0 ≤ Wert ≤ 33             | 0 ≤ Wert ≤ 10                |
| 2     | gut           | 25 < Wert ≤ 50             | 25 < Wert ≤ 50             | 1 < Wert ≤ 2              | 33 < Wert ≤ 65            | 10 < Wert ≤ 20               |
| 3     | befriedigend  | 50 < Wert ≤ 100            | 50 < Wert ≤ 120            | 2 < Wert ≤ 4              | 65 < Wert ≤ 120           | 20 < Wert ≤ 35               |
| 4     | ausreichend   | 100 < Wert ≤ 200           | 120 < Wert ≤ 350           | 4 < Wert ≤ 10             | 120 < Wert ≤ 180          | 35 < Wert ≤ 50               |
| 5     | schlecht      | 200 < Wert ≤ 500           | 350 < Wert ≤ 1000          | 10 < Wert ≤ 30            | 180 < Wert ≤ 240          | 50 < Wert ≤ 100              |
| 6     | sehr schlecht | 500 < Wert                 | 1000 < Wert                | 30 < Wert                 | 240 < Wert                | 100 < Wert                   |

### Schweiz
In der Schweiz gibt es das Nationale Beobachtungsnetz für Luftfremdstoffe (NABEL).Das Bundesamt für Umwelt (BAFU) und die Eidgenössische Materialprüfungs- und Forschungsanstalt (Empa) veröffentlichen jedes Jahr einen Bericht zur Luftqualität. Die Messungen belegen, dass sich die Luftqualität in den letzten Jahrzehnten stark verbessert hat.
2022 wurden auf der Alpensüdseite teilweise die Grenzwerte für lungengängigen Feinstaub (PM2,5) überschritten. An allen 16 NABEL-Station wurde zeitweise der Grenzwert für Ozon überschritten, ebenso 2021.
Der Kurzzeit-Belastungs-Index (KBI) gibt die aktuelle Luftqualität in sechs Stufen an:
| Bewertung | Index | O3      | NO2     | PM10   |
| --------- | ----- | ------- | ------- | ------ |
| Gering    | 1     | 0-90    | 0-60    | 0-37   |
| Mässig    | 2     | 91-120  | 61-80   | 38-50  |
| Deutlich  | 3     | 121-150 | 81-100  | 51-62  |
| Erheblich | 4     | 151-180 | 101-120 | 63-75  |
| Hoch      | 5     | 181-240 | 120-160 | 76-100 |
| Sehr hoch | 6     | > 240   | > 160   | > 100  |

### Vereinigte Staaten
In den Vereinigten Staaten gibt es den Air Quality Index (AQI).
| Bewertung                                                      | Index   | Bedeutung |
| -------------------------------------------------------------- | ------- | --- |
| Gut (good)                                                     | 0-50    | zufriedenstellende Luftqualität mit kaum oder gar keinem Gesundheitsrisiko                                                                        |
| Mäßig (moderate)                                               | 51-100  | akzeptable Luftqualität, jedoch mit Risiko für sensible Gruppen                                                                                   |
| Ungesund für sensible Gruppen (unhealthy for sensitive groups) | 101–151 | geringes Risiko für die Allgemeinheit, jedoch mögliche gesundheitliche Beeinträchtigung bei sensiblen Gruppen                                     |
| Ungesund (unhealthy)                                           | 151-200 | gesundheitlichen Beeinträchtigungen bei Teilen der Bevölkerung, mögliche schwerwiegendere gesundheitliche Beeinträchtigungen für sensible Gruppen |
| Sehr ungesund (very unhealthy)                                 | 201-250 | Gesundheitswarnung: Das Risiko gesundheitlicher Auswirkungen ist für alle erhöht                                                                  |
| Gefährlich (hazardous)                                         | ab 251  | Warnung vor gesundheitlichen Notfällen: Das Risiko ist für alle erhöht                                                                            |

## Entwicklungen
In Deutschland werden vom Umweltbundesamt und von den Landesämtern regelmäßige Messungen vorgenommen und ausgewertet. So haben im Jahre 2013 vorrangig Feinstaub und Stickstoffdioxid (NO2) die Luftqualität beeinflusst, was sich sodann auf die menschliche Gesundheit ausgewirkt hat. Die Werte für NO2 hatten sich zum Vorjahr nahezu gleich gehalten. Den Immissionsgrenzwert für NO2 (40 µg/m³ als Jahresmittelwert) überschritten die Hälfte aller städtischen, verkehrsnahen Messstellen. Der Feinstaubwert wurde an drei Prozent der Messstellen überschritten. Allerdings gibt die WHO strengere Empfehlungen vor als in Deutschland gesetzt werden. Es werden für PM10 (Partikel unter 10 µm) 20 µg/m³ im Jahresmittel empfohlen, diesen Wert überschritten 2013 dann 51 % aller deutschen Messstellen. Es wird auf 47.000 Todesfälle infolge von hohen Feinstaubbelastungen geschlossen. Bei Ozon hielten acht Prozent der Messstationen nicht ein: 120 µm/m³ an höchstens 25 Tagen im Jahr über drei Jahre gemittelt. Die allgemeine Belastung mit Ozon wird im Jahre 2013 wird als gering eingeschätzt. Dazu tragen vor allem die Verringerung der Emissionen von Kohlenwasserstoffen und Stickstoffoxiden in den vergangenen Jahren bei, so musste in diesem Jahr kein Ozonalarm ausgelöst werden. Von der EU-Kommission wurde dennoch am Ende des Jahres das Maßnahmeprogramm „Saubere Luft für Europa“ vorgestellt.
In Deutschland hat sich die Luftqualität in den letzten Jahren deutlich verbessert. Die Anfang 2020 vom Umweltbundesamt veröffentlichten Daten für das Jahr 2019 zeigten, dass der Jahresmittelgrenzwert für Stickstoffdioxid (NO2) von 40 µg/m³ an nur noch ca. 20 Prozent der verkehrsnahen Messstationen überschritten wurde (2018 lag dieser Anteil noch bei 42 Prozent). Zudem wurden die Feinstaubgrenzwerte für PM10 (Tagesmittelwert: höchstens 35 Tage pro Jahr über 50 µg/m³ und Jahresmittelwert maximal 40 µg/m³) erstmals deutschlandweit in allen Städten eingehalten.

## Weblinks

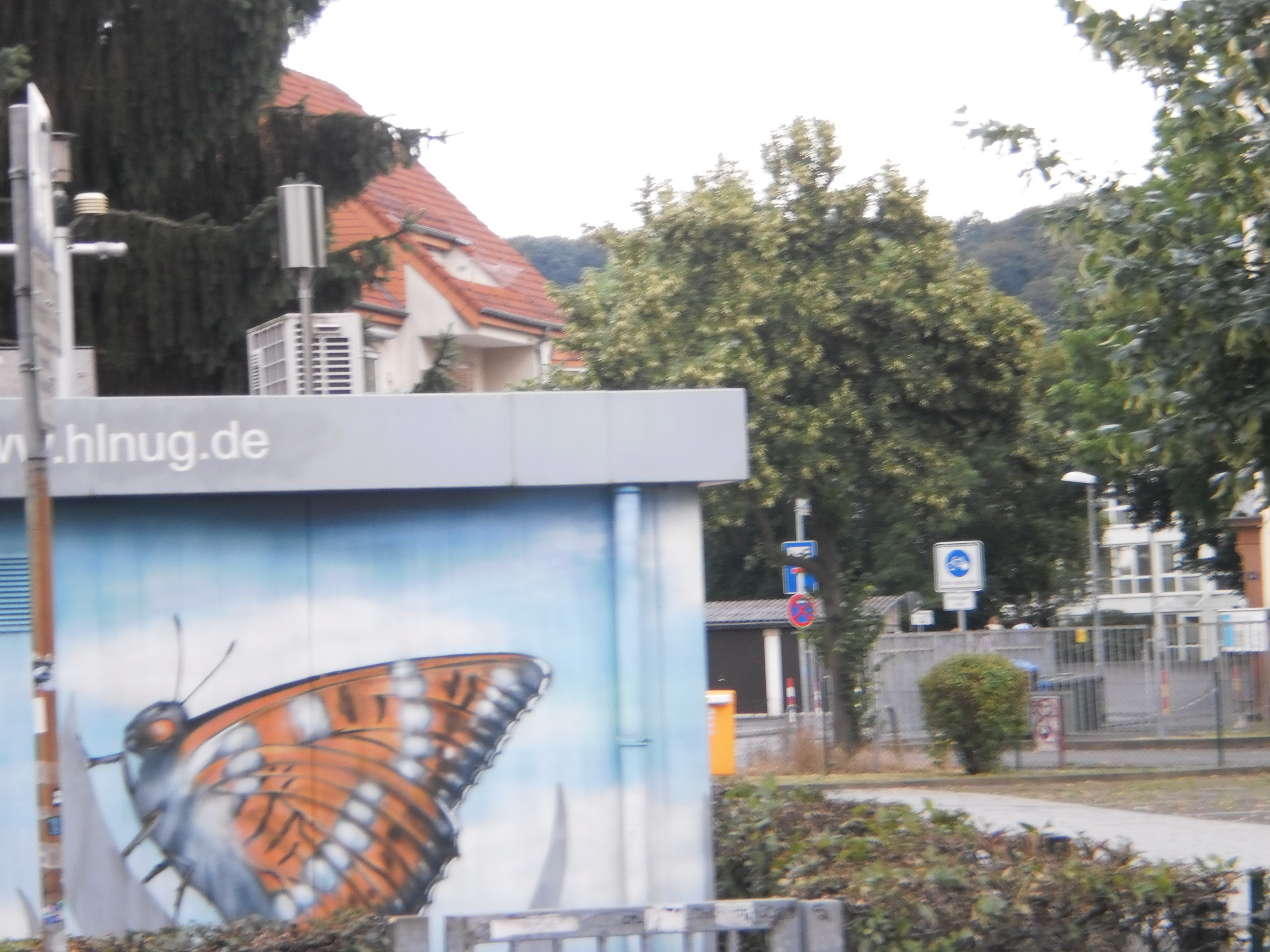
Luftmessstation des hessischen HLNUG (2016)